# Gran Col·lisionador d'Hadrons

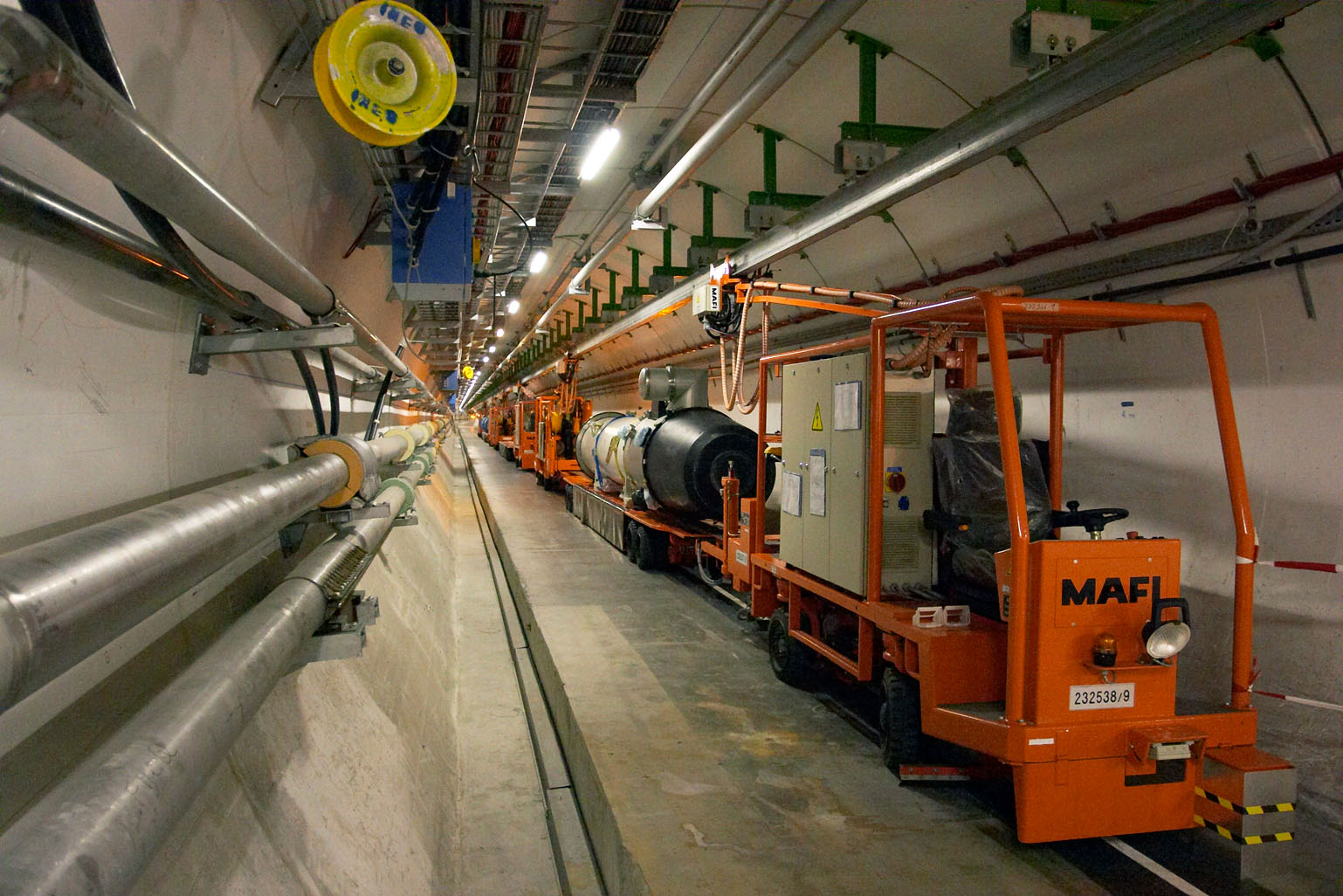
Dins del túnel del GCH al CERN

El Gran Col·lisionador d'Hadrons (GCH) (en anglès: Large Hadron Collider, LHC) és un accelerador de partícules de tipus col·lisionador, construït per l'Organització Europea per a la Recerca Nuclear (CERN), que fa col·lidir feixos d'hadrons (protons i nuclis pesants de plom). Es va posar en funcionament el 10 de setembre de 2008.
El GCH és a un túnel de 27 km de circumferència (al lloc on hi havia l'accelerador LEP), soterrat 50-175 m sota terra. Està situat entre les fronteres de França i Suïssa, al nord-oest de la ciutat de Ginebra.
Dins del túnel, feixos de protons i de nuclis són accelerats a velocitats properes a la de la llum i es fan col·lidir a energies al centre de masses de fins a 14 TeV. Això permet reproduir condicions de densitat d'energia molt grans, properes a les dels instants primerencs de l'univers, el big-bang. D'aquesta manera, s'estudia l'origen de la matèria, posant a prova el Model estàndard de física de partícules, és a dir, la teoria matemàtica vigent que descriu el comportament de les partícules elementals i les seves interaccions.
L'acceleració i la col·lisió de partícules a alta energia genera moltíssimes partícules que són detectades per 7 experiments. Els detectors d'aquests experiments envien aquesta informació a una sèrie centres de computació repartits per Europa, Àsia i Amèrica que emmagatzemen i processen les dades. Un d'aquests centres és el PIC (Port d'Informació Científica), centre tecnològic participat per la Universitat Autònoma de Barcelona, el Centre d'Investigacions Energètiques, Mediambientals i Tecnològiques (CIEMAT), la Generalitat de Catalunya i l'Institut de Física d'Altes Energies (IFAE).
El 30 de març del 2010 va començar el programa de recerca del GHC amb les primeres col·lisions entre dos feixos de protons a 7 TeV (3.5 TeV per feix), l'energia més gran mai assolida fins aquell moment a un laboratori. La primera fase de presa de dades va durar del 2010 al 2013 amb col·lisions de protons a 0.9, 2.76, 7 i 8 TeV, col·lisions plom-plom a 2.76 TeV, i protó-plom a 5 TeV. Després d'un any i mig de consolidació dels imants superconductors del GCH, la segona fase d'operació del col·lisionador va començar en abril de 2015 amb col·lisions protó-protó al nou record d'energia de 6.5 TeV per feix (13 TeV al centre de masses).
El resultat més important de les recerques fetes al GCH fins ara és la descoberta del bosó de Higgs feta per ATLAS i CMS, anunciada el 4 de juliol de 2012, i que va representar el premi Nobel de física de 2013 per a Peter Higgs i François Englert. Està previst que l'accelerador i els experiments continuïn operant fins al 2030, cercant nous senyals de nova física que puguin donar resposta a algunes de les moltes preguntes fonamentals encara obertes en física de partícules: origen de la matèria i energia fosques, explicació de l'asimetria matèria-antimatèria a l'univers, justificació de la diferència d'escales d'energia entre la interacció electrofeble i la gravitació,...

## Experiments

La cadena d'acceleració del GCH

Els 7 experiments operatius al GCH són:
- ALICE (A Large Ion Collider Experiment, «Experiment del Gran Col·lisionador de Ions»)
- ATLAS (A large Toroidal LHC ApparatuS, «Gran Aparell Toroidal del GCH»)
- CMS (Compact Muon Solenoid, «Solenoid Compacte per a Muons»)
- LHCb (LHC beauty experiment, «Experiment de bellesa al GCH»)
- LHCf (LHC forward experiment, «Experiment cap al davant al GCH»)
- TOTEM (Total Cross Section, Elastic Scattering and Diffraction Dissociation, «Secció eficaç total, dispersió elàstica i dissociació per difracció»)
- MoEDAL (Monopole and Exotics Detector At the LHC, «Detector de Monopols i Exòtics al GCH»)

Igual que el GCH, aquests estan situats sota terra, però en les cavernes construïdes als punts d'intersecció. Dos d'ells (ATLAS i CMS) són grans detectors de partícules amb objectius generals de recerca de noves partícules. Hi ha dos experiments de mida mitjana (ALICE i LHCb) i els restants (LHCf, TOTEM i MoEDAL) són menors i més especialitzats.

## Disseny
El col·lisionador està situat en un túnel circular, amb una circumferència de 26,7 km, a una profunditat que varia de 50 a 175 m sota terra.

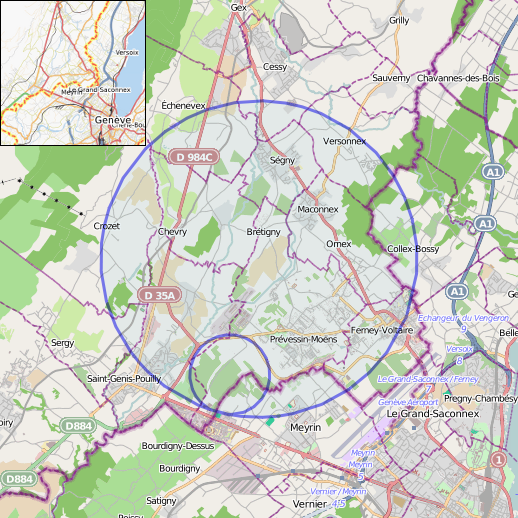
Mapa del Gran Col·lisionador d'Hadrons del CERN

El túnel, folrat de formigó, de 3,8 m d'amplada, construït entre 1983 i 1988, ja es va utilitzar anteriorment per albergar el gran col·lisionador d'electrons i positrons. El túnel creua la frontera entre Suïssa i França en quatre punts, estant situat majoritàriament a França. Els edificis de la superfície tenen diferents equips auxiliars com a compressors, equips de ventilació, electrònica de control i plantes de refrigeració, a banda dels mòduls construïts per albergar allotjaments, cuina, salons, sales de descans, computació, etc.

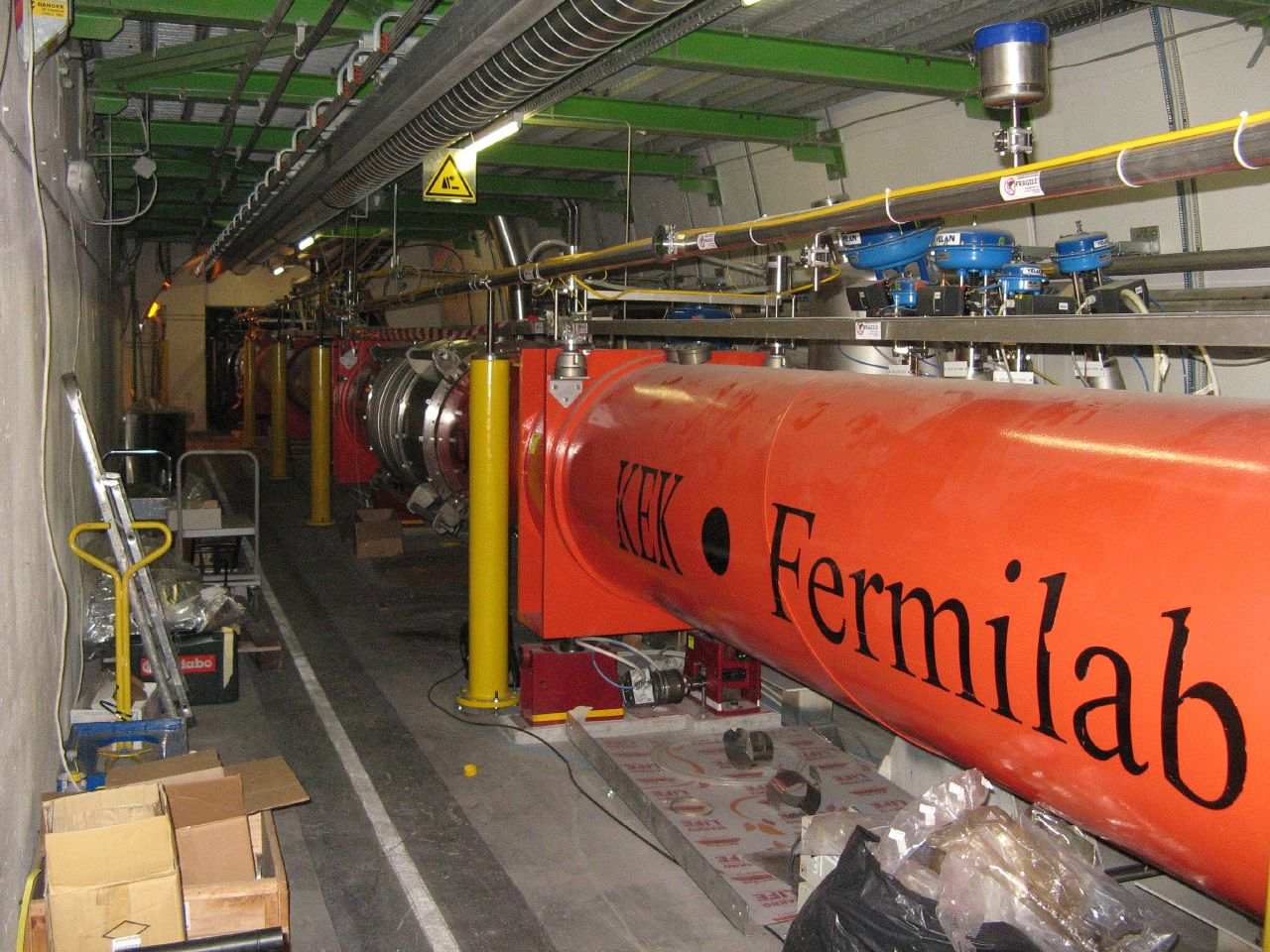
Els superimans quadrepols superconductors s'utilitzen per dirigir els feixos a quatre punts d'intersecció, on tenen lloc les col·lisions i interaccions entre els protons accelerats

El túnel col·lisionador conté dues línies de feixos paral·lels adjacents (o tubs de feixos), cadascuna de les quals permet el pas d'un feix, que viatja en adreces oposades al voltant de l'anell. Els feixos es creuen en quatre punts al voltant de l'anell, que és on tenen lloc les col·lisions de partícules. Uns 1 232 imants dipols mantenen els feixos en la seva trajectòria circular, mentre que s'utilitzen 392 imants quadripols addicionals per mantenir els feixos enfocats, amb altres imants quadripols més potents a prop dels punts d'intersecció, per maximitzar les possibilitats d'interacció on es creuen les dues línies oposades.
Imants multipolars superiors s'utilitzen per corregir les imperfeccions més petites a la geometria del camp electromagnètic. En total, s'han instal·lat uns 10.000 imants superconductors, amb imants dipols, amb un pes total de més de 27 tones cadascun.
Es necessiten aproximadament 96 tones del superfluid Heli-4 per mantenir els imants, fabricats de niobi-titani revestit de coure, a una temperatura de funcionament de tan sols 1, 9 K (−271,25°C), la qual cosa converteix l'LHC en la instal·lació criogènica més gran del món. Per això, l'LHC utilitza en total 470 tones del superconductor Nb-Ti. El fet de refrigerar la instal·lació de l'LHC a temperatures properes al zero absolut té com a objecte provocar la mínima excitació molecular possible, millorant així la conducció dels protons i disminuint al màxim possibles interferències. S'utilitza heli com a fluid perquè és un gas neutre, fàcil d'obtenir i sense capacitat de conductivitat elèctrica.
Durant les operacions de l'LHC, el CERN consumeix aproximadament 200 MWs d'energia elèctrica de la xarxa elèctrica francesa, que, en comparació, és aproximadament un terç del consum total de tota l'energia de la ciutat de Ginebra. L'accelerador LHC i els detectors en consumeixen aproximadament 120 MW.
Quan funciona al registre d'energia actual de 6,5 TeV per protó llançat al feix, una o dues vegades al dia, a mesura que els protons s'acceleren de 450 GeV a 6,5 TeV, el camp dels imants dipolars superconductors augmenta de 0,54 a 7,7 tesles (T). Cada protó té una energia de 6,5 TeV, cosa que proporciona en el xoc una energia de col·lisió total de 13 TeV. En aquesta energia els protons tenen un factor de Lorentz al voltant de 6 930 i es mouen a aproximadament 0,999999990 c, o sigui: al voltant de 3,1 m/s (11 km/h) més lenta que el límit màxim de la velocitat de la llum al buit (c). En total, triga menys de 90 microsegons (μs) perquè un protó viatge 26,7 km al voltant de l'anell principal. Això dóna com a resultat 11 245 revolucions per segon per als protons dins del túnel circular, ja sigui que les partícules tinguin una energia baixa o alta a l'anell principal o que la diferència de velocitat entre aquestes energies estigui més enllà del cinquè decimal.
En lloc d'haver de produir feixos continus, els protons s'agrupen formant fins a 2.808 raïms, amb 115 mil milions de protons en cada grup, de manera que les interaccions entre els dos feixos tenen lloc a intervals discrets, principalment a una distància llum de 25 nanosegons (ns), proporcionant una taxa de col·lisió de 40 MHz. Va ser posat en funcionament amb menys raïms de protons durant els primers anys. La luminositat de disseny del LHC és de 1034 cm−2 s−1, la qual va ser aconseguida per primera vegada al juny de 2016. L'any 2017 es va aconseguir el doble d'aquest valor.

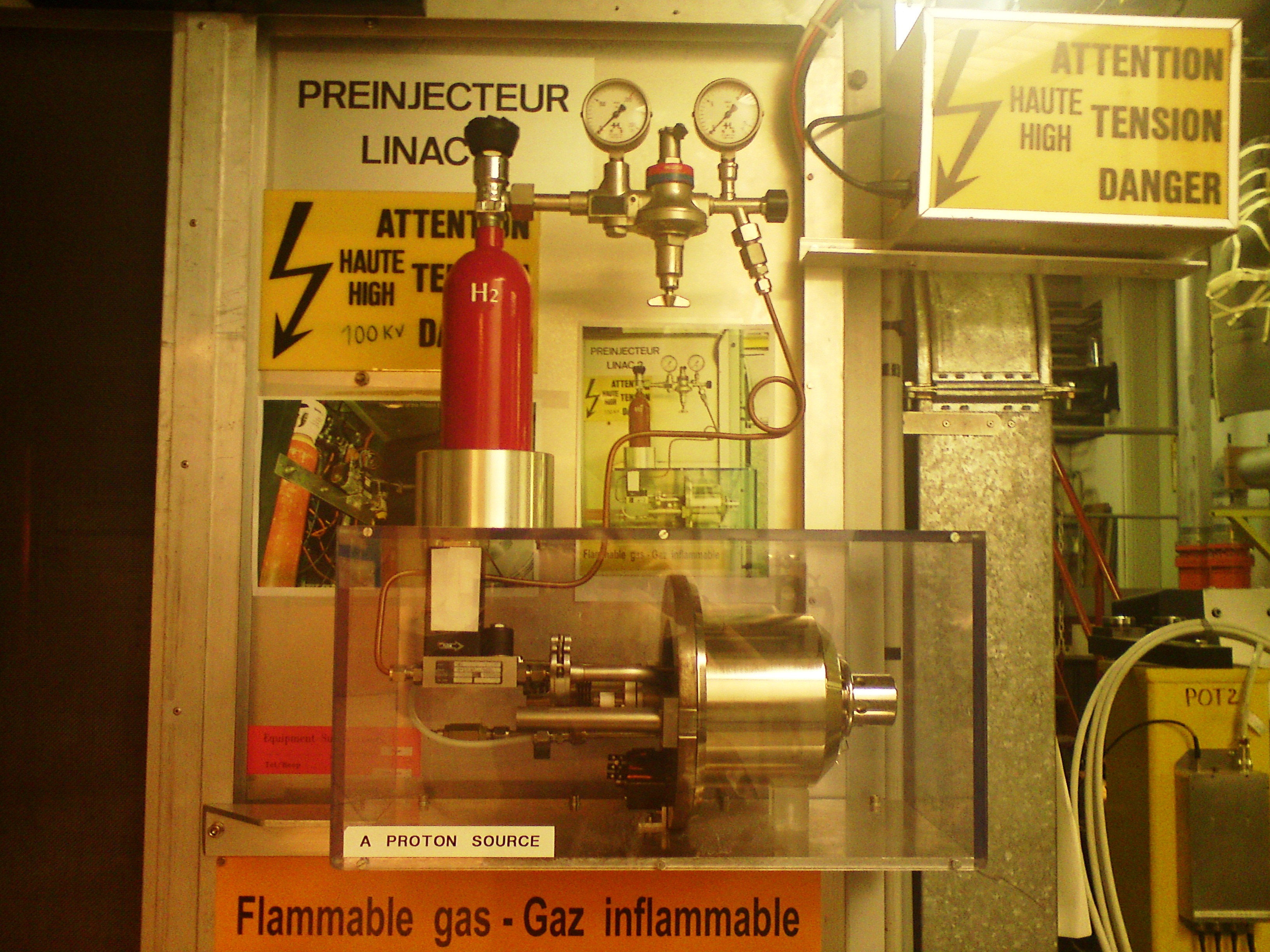
Els protons necessaris per a l'LHC s'originen des d'aquest petit tanc vermell d'hidrogen.

Abans de ser injectades a l'accelerador principal, les partícules són preparades per una sèrie de sistemes que augmenten successivament la seva energia. El primer sistema és l'accelerador lineal de partícules LINAC 2 que genera protons amb energies cinètiques de 50 MeV, el qual alimenta l'Impulsor del Sincrotró de Protons (PSB). 

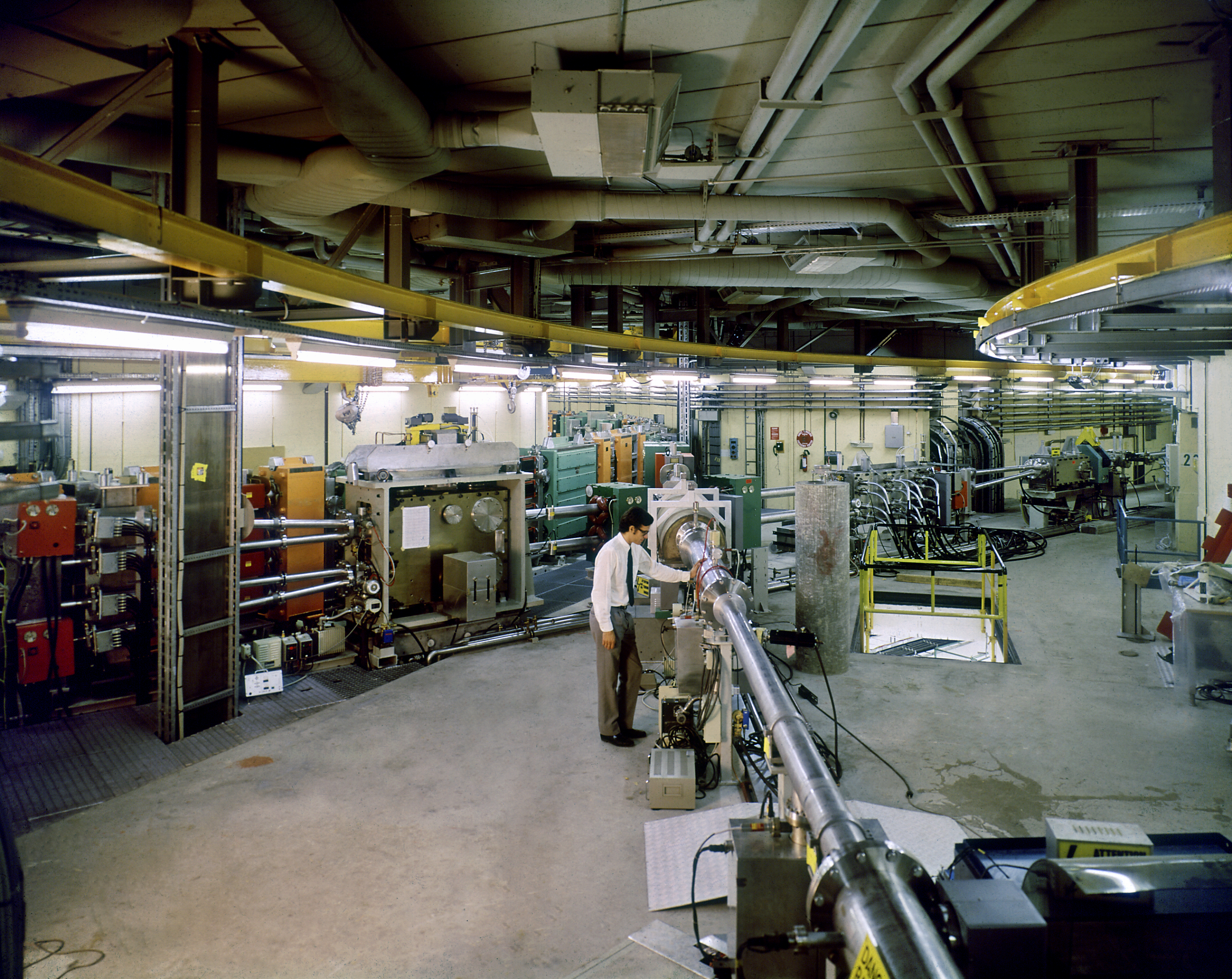
Línies d'injecció i transferència del Proton Synchrotron Booster

En aquest últim, els protons s'acceleren a 1,4 GeV i s'injecten al Sincrotró de Protons (PS), on s'acceleren a 26 GeV. Finalment, el Supersincrotró de Protons (SPS) s'usa per augmentar la seva energia encara més fins a 450 GeV abans que finalment s'injectin (durant un període de diversos minuts) a l'anell principal. Aquí els raïms de protons s'acumulen i acceleren (durant un període de 20 minuts) al pic màxim d'energia i, finalment, circulen durant 5 a 24 hores seguides mentre es produeixen col·lisions als quatre punts d'intersecció.
El programa fonamental de l'LHC es basa principalment en col·lisions protó-protó. No obstant això, s'inclouen al programa períodes de funcionament més curts, generalment un mes per any, amb col·lisions de ions pesants. Si bé els ions més lleugers també són considerats, l'esquema de línia de base s'ocupa fonamentalment dels ions de plom Els ions de plom són accelerats primer per l'accelerador lineal LINAC 3, i l'anell d'ions de baixa energia (LEIR) s'usa com a unitat d'emmagatzematge i refredador d'ions. Després, els PS i SPS acceleren encara més els ions abans d'injectar-los a l'anell LHC, on arriben a una energia de 2,3 TeV per nucleó (o 522 TeV per ió), superior a les energies assolides pel col·lisionador d'ions pesats relativista. L'objectiu del programa d'ions pesats és investigar el Plasma de quarks-gluons que existia al univers primigeni.

### Detectors

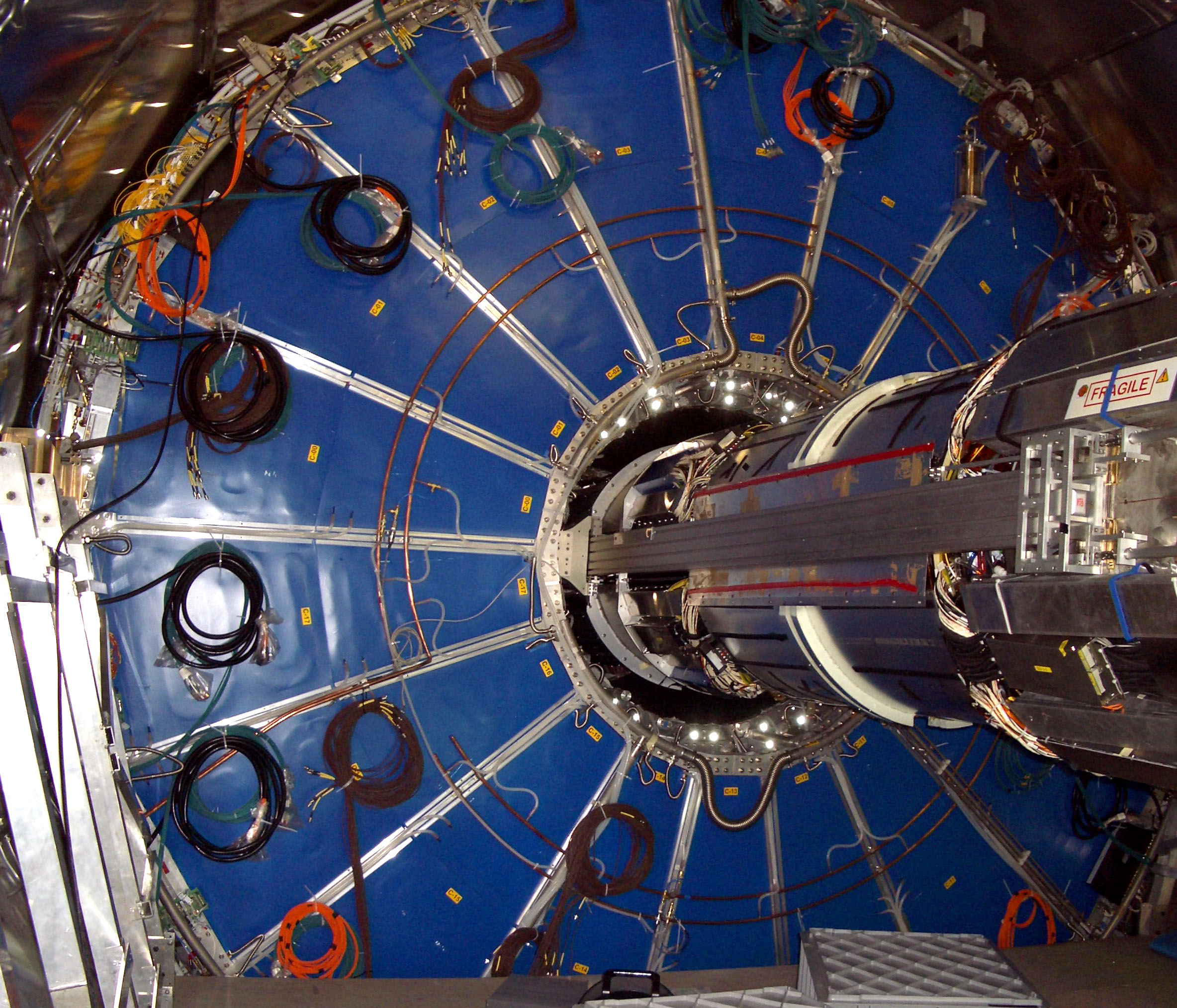
Vista detallada del detector ALICE de l'LHC

S'han construït set detectors a l'LHC ubicats sota terra en grans cavernes excavades als punts d'intersecció de l'LHC. Dos d'ells, l'experiment ATLAS i el solenoide de muon compacte (CMS), són grans detectors de partícules d'ús general. Els experiments de l'ALICE i LHCb tenen rols més específics i els últims tres, TOTEM, MoEDAL i LHCf, són molt més petits i són per a investigacions molt especialitzades. Els experiments amb ATLAS i el CMS van descobrir el bosó de Higgs, que és una forta evidència que el Model Estàndard té el mecanisme correcte per donar massa a les partícules elementals. En resum, els set detectors són: ATLAS, CMS, TOTEM, LHCb, LHCf, MoEDAL i FASER.

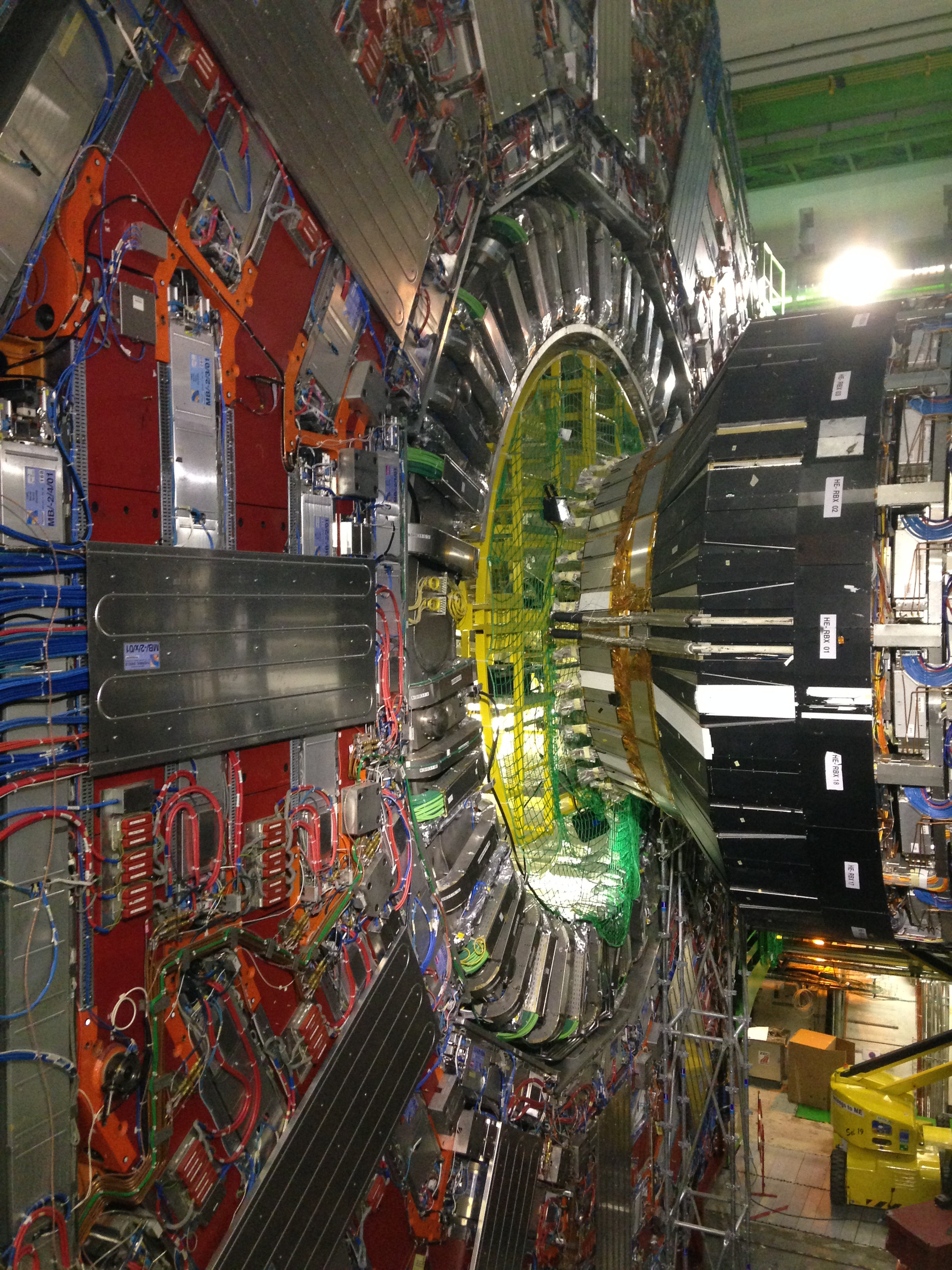
Detector CMS del LHC

El resum dels detectors principals és el següent:
| Detector | Descripció |
| -------- | --- |
| ATLAS    | És un dels dos detectors generals. ATLAS estudia el bosó de Higgs i busca signes de nova física de partícules, inclosos els orígens de la massa i les possibles dimensions addicionals. |
| CMS      | És l'altre detector d'ús general, com ara ATLAS: estudia el bosó de Higgs i cerca pistes per a nous descobriments físics i noves partícules.                                            |
| ALICE    | ALICE està estudiant una forma de matèria molt "fluida" anomenada plasma quark-gluó que es creu va existir poc després del big-bang.                                                    |
| LHCb     | Es van crear quantitats iguals de matèria i antimatèria durant el breu instant del big-bang. L'LHCb investiga el que li va passar a l'antimatèria "desapareguda".                       |

### Instal·lacions de computació i anàlisi
Les dades informàtiques produïdes pel LHC, així com la simulació relacionada amb LHC, s'estimen aproximadament en 15 petabyte a l'any (el rendiment màxim durant l'execució no s'ha especificat), la qual cosa és un enorme desafiament de computació en tot moment.
El LHC Computing Grid va ser construït com a part del disseny de l'LHC per manejar la gran quantitat de dades esperades a les col·lisions. És un projecte de col·laboració internacional que consisteix en una infraestructura basada en una xarxa informàtica que connecta inicialment 140 centres de computació a 35 països (superat per més de 170 centres a 36 països a partir de 2012). Va ser dissenyat específicament pel CERN per manejar el volum massiu de dades informàtiques produïdes pels experiments del LHC incorporant connexions privades amb cable de fibra òptica i infraestructures existents d'Internet d'alta velocitat per permetre la transferència de dades del CERN a institucions acadèmiques de tot el món. L'Open Science Grid s'utilitza com a infraestructura primària als Estats Units, i també com a part d'una federació interoperable amb l'LHC Computing Grid.
El projecte de computació distribuïda LHC@home es va preparar per donar suport a la construcció i calibratge de l'LHC. El projecte utilitza la plataforma BOINC, que permet a qualsevol persona amb una connexió a Internet i un ordinador amb Mac OS X, Windows o Linux, utilitzar el temps d'inactivitat del vostre ordinador per simular com viatjaran les partícules dins de les canonades del feix. Amb aquesta informació, els científics poden determinar com s'han de calibrar els imants per obtenir l'òrbita més estable dins dels feixos de l'anell. L'agost del 2011, es va llançar una segona aplicació (Test4Theory) que realitza simulacions per comparar les dades reals de la prova i poder determinar així els nivells de confiança dels resultats.
Per al 2012 s'havien analitzat dades de més de 6.000 bilions (6x1015) de col·lisions de protons-protons de l'LHC. Les dades de col·lisió de l'LHC es produïen a aproximadament 25 petabytes per any, i la xarxa de computació LHC s'havia convertit en la xarxa informàtica més gran del món el 2012, incloent-hi més de 170 instal·lacions informàtiques en una xarxa mundial a 36 països.

## Qüestions sobre seguretat
La possibilitat que aquest accelerador de partícules pogués generar fenòmens perillosos per a la Terra, com per exemple, la creació de forats negres microscòpics, estranyetes, estats del buit inestables o monopols magnètics, va ser estudiada el 2008, pel Grup d'Avaluació sobre Seguretat del GCH (LSAG, sigles en anglès). Aquest grup de físics de partícules que no participen en els experiments del GCH, va publicar un informe en el qual afirmen que el GCH no comporta cap risc, ja que "no farà res que la natura no ha fet abans milions de vegades en col·lisions de raigs còsmics de molta alta energia".

## Xarxa de Computació (Computing Grid)
La xarxa de computació (o Computing Grid en anglès) del GCH és una xarxa de distribució dissenyada pel CERN per a controlar l'enorme quantitat de dades produïdes pel Gran Col·lisionador d'Hadrons. Incorpora tant enllaços propis de fibra òptica com parts d'Internet d'alta velocitat.
El flux de dades proveït des dels detectors és d'aproximadament 300 Gb/s, que és filtrat buscant "esdeveniments interessants", resultant un flux de 300 Mb/s. El centre de càlcul del CERN, considerat "Fila 0" de la xarxa, hi disposa d'una connexió dedicada de 10 Gb/s. El projecte genera 27 Terabytes de dades per dia, més 10 TB de "resum". Aquestes dades són enviades fora del CERN a onze institucions acadèmiques d'Europa, Àsia i Amèrica del Nord, que constituïxen la "fila 1" de processament. Altres 150 institucions constituïxen la "fila 2". El GCH produeix entre 10 a 15 Petabytes de dades per any.

## Pressupost
La construcció del GCH va ser aprovada en 1995 amb un pressupost de 2600 milions de francs suïssos (al voltant de 1700 milions d'euros), juntament amb altres 210 milions de francs (140 milions €) destinats als experiments. No obstant això, aquest cost va ser superat en la revisió de 2001 en 480 milions de francs (300 milions de €) en l'accelerador, i 50 milions de francs (30m €) més en l'apartat per a experiments.%[9] Altres 180 milions de francs (120m €) més s'han hagut de destinar a l'increment de costos de les bobines magnètiques superconductores. El pressupost de la institució aprovat per a 2008, és de 660.515.000 euros dels quals l'estat espanyol n'ha aportat el 8,3%, un total de 53.929.422 euros.